# 郑友生
郑友生（1912年—1991年），男，湖北孝感人，中华人民共和国军事人物，中国人民解放军少将，曾任舟山基地副政治委员。